# Duplicaria juliae
Duplicaria juliae é uma espécie de gastrópode do gênero Duplicaria, pertencente à família Terebridae.